# Buick Electra
La Buick Electra est une automobile produite par Buick de 1959 à 1990. Elle succède aux Buick Super et Buick Roadmaster.
En 1990, elle est remplacée par la Buick Park Avenue.

## Première génération (1959-1961)
Les modèles Buick Electra et Electra 225 ont été introduits en 1959 pour remplacer les modèles Super et Roadmaster de l'année précédente. 225 correspondait à la longueur en pouces du modèle 1959 alors que l'Electra ordinaire était un peu moins longue. Par la suite, bien des modèles Electra 225 ne mesuraient plus exactement 225 pouces, certains étaient un peu plus courts et d'autres étaient un peu plus longs.

L'Electra 225 était le modèle le plus luxueux de la gamme Buick et la version Riviera du modèle 4 portes sans montants avait une finition intérieure plus cossue.

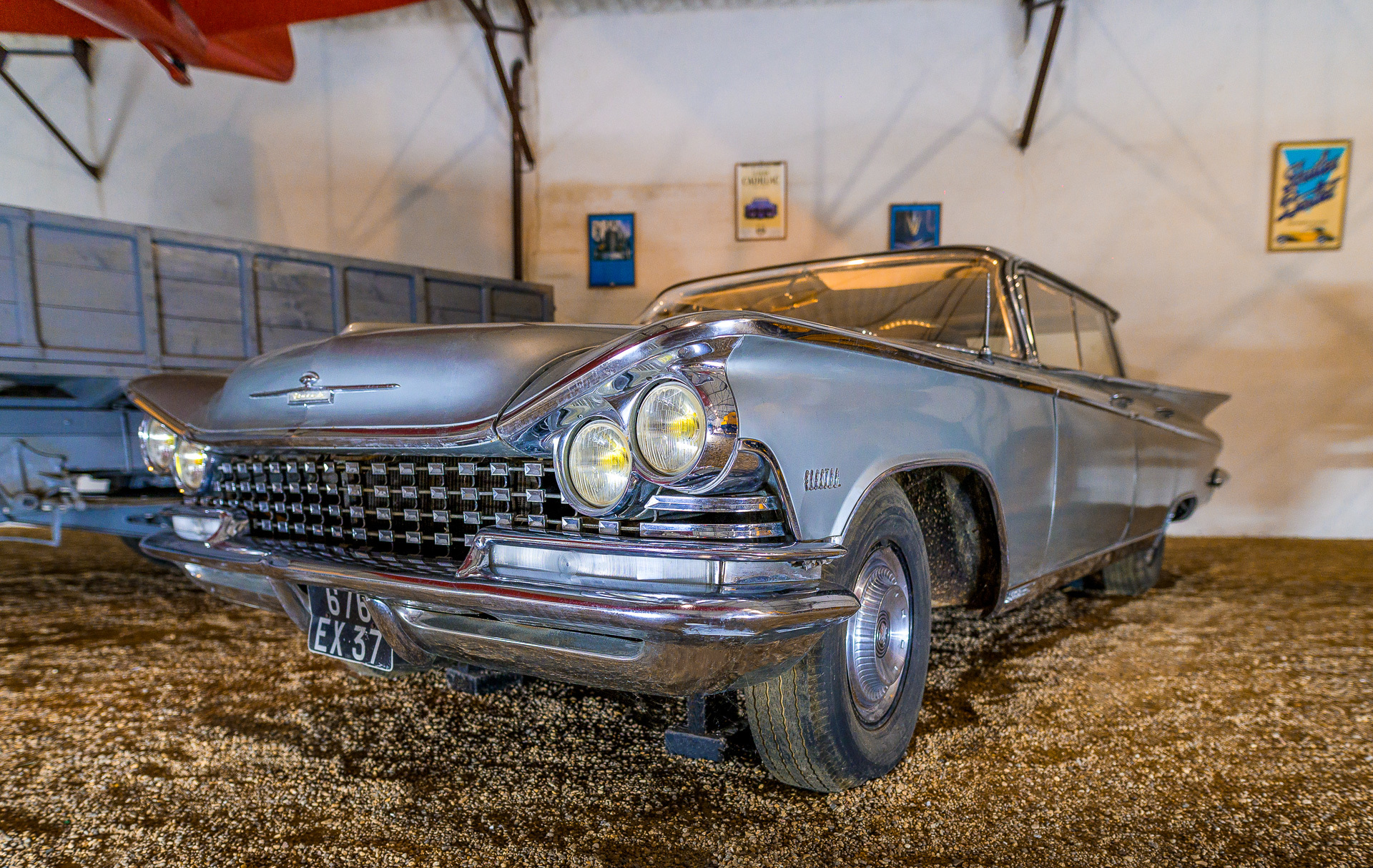
Buick Electra du Musée Maurice-Dufresne.

## Quatrième génération (1971-1977)
Le 0 à 100 km/h était obtenu en 10,2 secondes, le km départ arrêté en 31,1 secondes, ce modèle dual exhaust atteignait 195 km/h en vitesse de pointe.
La consommation sur route se situait entre 17 et 20 litres d'essence aux 100 km.
En trajet, le silence était exceptionnel à un point où en croisière, le moteur n'était pas audible depuis l'intérieur du véhicule ; on l'entendait susurrer en pleine accélération. En la conduisant ou en étant passager, on avait l'impression que la voiture volait ou flottait au dessus de la route.
Electra 225 signifiait la longueur du véhicule à l'origine : 225 pouces. Longueur qui a légèrement varié en fonction des années. Celle de 1972 mesurait 5,79 m en longueur et 2.03 m en largeur.
Il était possible de loger 3 personnes à l'avant et 4 personnes à l'arrière. Quant au coffre, il avait une contenance impressionnante.
La Buick Electra 1972 était importée en France et bénéficiait de tous les équipements, glaces et sièges électriques, air conditionné, appuie-têtes, fibre optique pour l'éclairage du tableau de bord, et compteur gradué en km/h, alerte pour dépassement de vitesse programmée et 4 bouches de ventilation orientables au tableau de bord comme on le voit sur la plupart des voitures actuelles. Il n'y avait pas de montant autour des glaces latérales et quand les vitres étaient baissées, tout l'espace était dégagé de l'avant à l'arrière. Sans être un auditorium, le son diffusé par plusieurs haut-parleurs environnait les passagers.

## Cinquième génération (1977-1985)

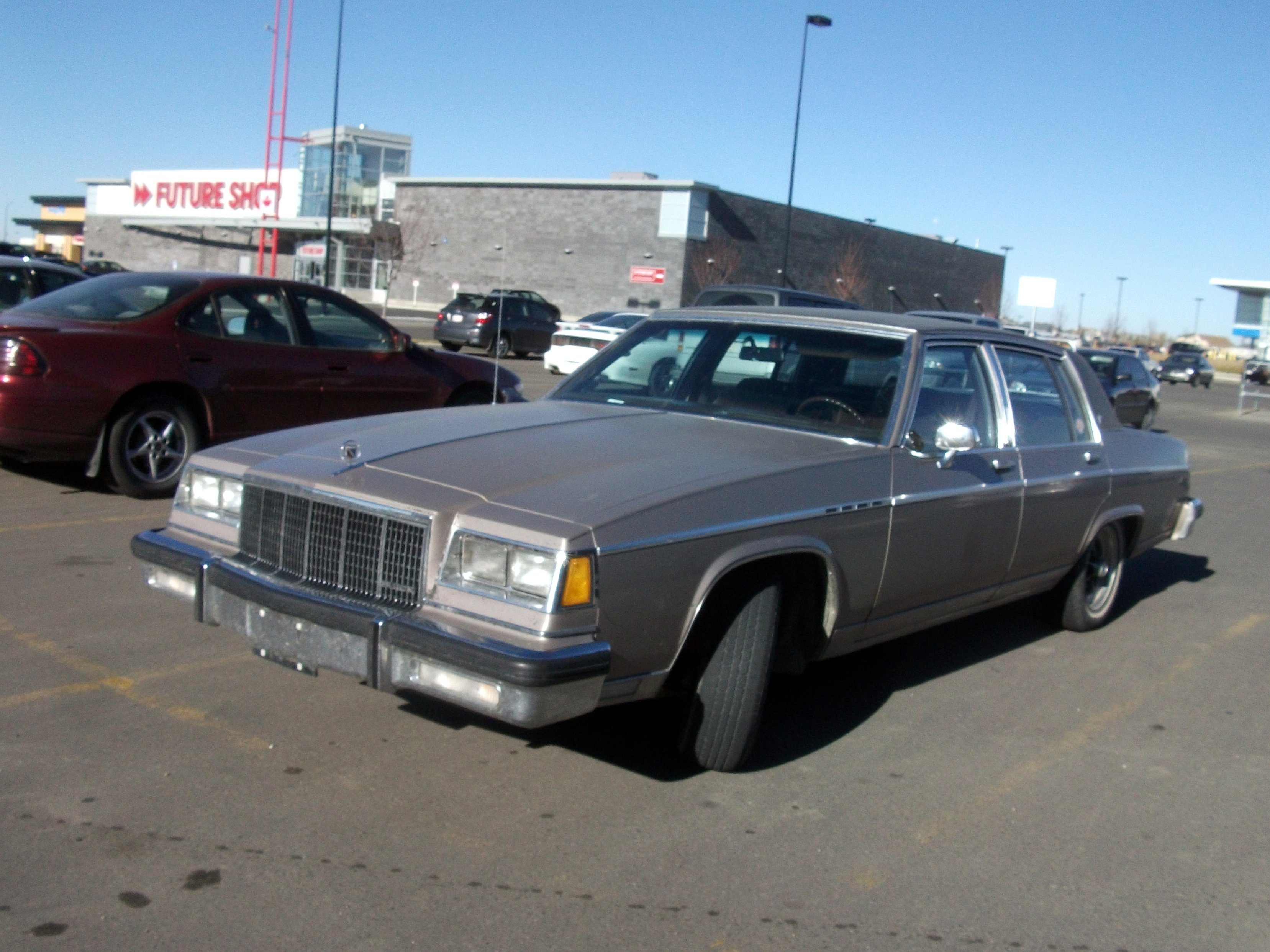
Buick Electra V 4 portes